# Amédée Reille
Pour les articles homonymes, voir Reille.
Pour les autres membres de la famille, voir Famille Reille.
Le baron Amédée Reille-Soult de Dalmatie, né le 25 mars 1873 à Saint-Amans-Soult (Tarn) et décédé le 28 février 1944 à Toulouse, est un officier de marine, financier et homme politique français.

## Biographie
Fils du baron René Reille et de Geneviève Soult de Dalmatie, Amédée Charles Marie Reille est le petit-fils du maréchal Reille, arrière-petit-fils du maréchal Masséna, et par sa mère, arrière-petit-fils du maréchal Soult. Il épousa Madeleine Law de Lauriston, fille du capitaine Georges Law de Lauriston.

### Carrière militaire et politique
Il suit ses études au collège Stanislas, puis à l'École navale, où il est reçu premier en 1891, et entame une carrière d'officier de marine. Enseigne de vaisseau, il prend part à la campagne de Crète.
Il interrompt sa carrière dans la marine en 1898, à la mort de son père, à qui il succède en 1899 comme député du Tarn. Il occupe ce siège jusqu'en 1914, date à laquelle il ne se représente pas pour laisser la place à son neveu René Reille-Soult. À la Chambre, il s'occupe des questions maritimes et s'oppose à la séparation de l'Église et de l'État, prenant une part active aux débats. Il est secrétaire de l'Action libérale.
Il est également élu au Conseil général du Tarn, pour le canton de Brassac (1899-1906) puis celui de Mazamet (1906-1910).
Il reprend du service lors de la Première Guerre mondiale comme lieutenant de vaisseau et commandant d'une section d'auto projecteurs sur le front. Il reçoit la croix de guerre 1914-1918 et la Légion d'honneur.

### Le financier
Après la guerre, il entame une carrière de financier. Administrateur de la Compagnie des mines, fonderies et forges d'Alais, que son père avait présidé et dont son frère Xavier assure la direction, Amédée Reille devient président de la Caisse commerciale et industrielle de Paris, du Crédit foncier du Brésil et de l'Amérique du Sud, du Crédit foncier marocain (1920-1923), de la Compagnie générale des tabacs de l'Indochine, de la Biterroise de Force et lumière, de la Société pyrénéenne d’énergie électrique et de la Savonnerie des Deux-Mers (dirigée par son neveu Thibaut de Solages).
Il est également vice-président du Crédit franco-marocain du commerce extérieur, administrateur délégué de la Société toulousaine du Bazacle, de l'Omnium colonial, administrateur de la Banque privée industrielle, commerciale et coloniale (Lyon-Marseille) et de la Société pour la reconstruction de Reims et des pays dévastés, de la Compagnie minière du Massueime.

## Distinctions
- Officier de la Légion d'honneur (5 juin 1928[2])
- Croix de guerre 1914–1918

## Sources
- « Amédée Reille », dans le Dictionnaire des parlementaires français (1889-1940), sous la direction de Jean Jolly, PUF, 1960 [détail de l’édition]
- 1905, la séparation des Églises et de l'État, 2017
- Rémy Cazals, Avec les ouvriers de Mazamet: Dans la grève et l'action quotidienne (1909-1914), 1979